# Okręg Digne-les-Bains
Okręg Digne-les-Bains (fr. Arrondissement de Digne-les-Bains) – okręg w południowo-wschodniej Francji. Populacja wynosi 48 100.

## Podział administracyjny
W skład okręgu wchodzą następujące kantony:
- Barrême,
- Digne-les-Bains-Est,
- Digne-les-Bains-Ouest,
- Javie,
- Mées,
- Mézel,
- Moustiers-Sainte-Marie,
- Riez,
- Seyne,
- Valensole.